# Lake Champlain Bridge
Die Lake Champlain Bridge ist eine Straßenbrücke über die Engstelle des Lake Champlain zwischen Crown Point, New York und Chimney Point, Vermont, USA. Sie verbindet die Staatsstraßen 185 (NY) und 17 (VT).
Die nächsten Brücken stehen 68 km südlich in Whitehall oder 137 km nördlich in Rouses Point.
Die gegenwärtige Brücke wurde zwischen 2009 und 2011 gebaut; sie ersetzte eine stählerne Fachwerkbogenbrücke von 1929.

## Lake Champlain Bridge (2011)
Die 670,6 m (2200 ft) lange und 17,3 m (56 ft 8 in) breite Netzwerkbogenbrücke hat zwei Fahrspuren und beidseits breite Gehwege, auf denen auch die Bögen und ihre Hänger angeordnet sind. Die Brücke überquert den See in einer lichten Höhe von mindestens 22,8 m (75 ft).
Ihre beiden, leicht zueinander geneigten stählernen Bögen haben oberhalb der Fahrbahn eine Stützweite von 122,5 m (402 ft). Diese Stützweite wird unterhalb der Fahrbahn von weit ausladenden dreieckigen Trägerkonstruktionen auf 146,3 m (480 ft) erweitert. Die Bögen bestehen aus gebogenen H-förmigen Stahlträgern und sind durch X-förmige Windverbände versteift. Jeder Bogen hat 32 schräg angeordnete Hänger, die sich meist zweimal kreuzen.
Der Fahrbahnträger besteht aus Stahlträgern und Stahlbeton-Fertigteilplatten, deren Fugen nach dem Verlegen mit Ortbeton vergossen wurden. Anschließend wurde das Plattensystem vorgespannt. Die Stahlbeton-Pfeiler wurden auf Bohrpfählen gegründet, die bis auf den gewachsenen Fels hinabreichen.
Die Brücke wurde von HNTB entworfen und von Flatiron erstellt, der US-Tochter von Hochtief. Der Bogen wurde in der Nähe der Brücke in einer Werft montiert und anschließend eingeschwommen.

## Lake Champlain Bridge (1929)

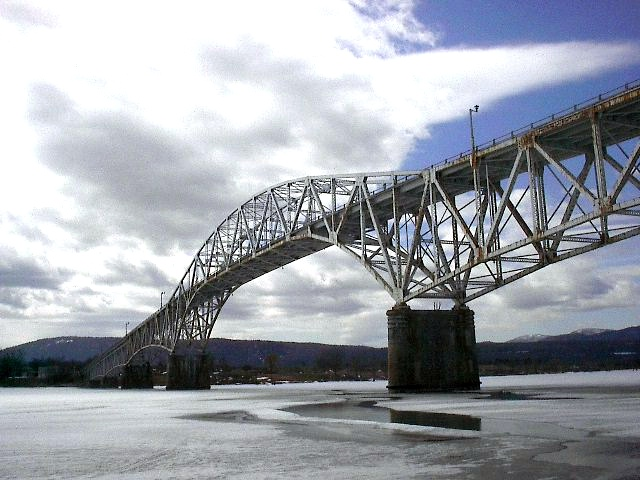
Lake Champlain Bridge (1929)

Die erste Brücke an dieser Stelle war eine von Fay, Spofford & Thorndike aus Boston entworfene stählerne Fachwerkbogenbrücke, die in 15 Monaten erstellt und 1929 eröffnet wurde.
Die 8,5 m (28 ft) breite Brücke hatte ansonsten fast die gleichen Abmessungen wie der Neubau, dessen neue Pfeiler jedoch geänderte Pfeilerachsabstände erforderten.
Sie war die erste Fachwerkbogenbrücke mit einem über sechs Felder reichenden Durchlaufträger, eine Bauweise, die danach in den USA häufiger ausgeführt wurde. Die Brücke wurde im Freivorbau erstellt.
Bei einer technischen Inspektion im Jahr 2009 stellte man fest, dass zwei Pfeiler strukturelle Schäden aufwiesen und ein Einsturz drohte. Am 16. Oktober 2009 wurde die Brücke geschlossen. Bis zur Eröffnung der neuen Brücke wurde ein Fährverkehr eingerichtet.